# Repos Production
 (septembre 2021).
Repos Production est une société d'édition belge de jeux de société créée par Cédrick Caumont et Thomas Provoost. Les jeux Time's Up! (en 2006) et Concept (en 2014) ont remporté l'As d'Or Jeu de l'année,. Le jeu 7 Wonders a remporté le prix du jury en 2011 et le jeu Just one celui de 2019.
À noter qu'ils ont remporté le prix Spiel des Jahres 2011 avec 7 Wonders dans la catégorie « Meilleur jeu pour connaisseurs », et celui de 2019 avec Just One dans la catégorie « Meilleur jeu ».
En 2019, Asmodee rachète Repos Productions.

## Jeux édités
- Time's Up!, 2004, Peter Sarrett, Mensa Select Mind Games  2000, As d'or Jeu de l'année  2006
- Cash'n Guns, 2005, Ludovic Maublanc
- Santy Anno, 2006, Alain Orban
- Bonne Question, 2007, Ludovic Maublanc
- Cash'n Guns Live, 2007, Ludovic Maublanc
- Mexican Hold'em Poker, 2007, Cédrick Caumont & Thomas Provoost
- Ghost Stories, 2008, Antoine Bauza
- Pickpocket, 2008, Reiner Knizia
- Pit, 2008, Edgar Cayce
- Crazy Poker, 2007, Cédrick Caumont & Thomas Provoost
- U Robot, 2009, Alain Rivollet
- Cyrano, 2005, Angèle et Ludovic Maublanc
- Tadaaam !, 2010, Friedemann Friese, Andrea Meyer et Marcel-André Casasola-Merkle
- Le Donjon de Naheulbeuk, 2010, Antoine Bauza et Ludovic Maublanc
- 7 Wonders, 2010, Antoine Bauza
- Concept, 2013, Alain Rivollet et Gaétan Beaujannot, As d'or Jeu de l'année  2014
- 7 Wonders Duel, 2015, Antoine Bauza & Bruno Cathala
- Just One, 2019, Ludovic Roudy & Bruno Sautter
- Pikit, 2024, Corentin Brand et Sylvain Repos